# Monaster Zaśnięcia Matki Bożej w Diwnogorju
Monaster Zaśnięcia Matki Bożej (Diwnogorski Monaster) – prawosławny męski klasztor w Diwnogorju, w jurysdykcji eparchii woroneskiej Rosyjskiego Kościoła Prawosławnego.

## Historia
Monaster został utworzony w połowie XVII w. przez schimnichów Joazafa i Ksenofonta. W 1671 został złupiony i zniszczony w trakcie najazdu tatarskiego. Po odbudowie monaster wyposażono w dwie armaty i piętnaście muszkietów, by w podobnych przypadkach mnisi mogli skutecznie się bronić. W 1673 car Aleksy przekazał monasterowi dar pieniężny i zezwolił na wzniesienie młyna nad Potupanią, który mógłby być źródłem dochodów na utrzymanie klasztoru. Od 1686 przełożeni monasteru nosili tytuł archimandrytów.
Klasztor był ważnym lokalnym ośrodkiem gospodarczym, centrum oświaty religijnej z biblioteką; mnisi zajmowali się również zwalczaniem szerzącego się w regionie ruchu staroobrzędowego. Od 1699 monaster funkcjonował w jurysdykcji eparchii woroneskiej, której pierwszy ordynariusz, biskup Mitrofan, traktował mnichów z Diwnogorja z wielkim szacunkiem, nadał również monasterowi znaczne nadania ziemskie. Od 1714, gdy monaster musiał zrzec się trzech posiadanych młynów, głównym źródłem dochodów wspólnoty było prowadzenie gospodarstwa (uprawa roli i hodowla). W tym samym roku w Diwnogorju żyło dwunastu mnichów. Do 1755 w kompleksie klasztornym wzniesiono murowaną cerkiew Zaśnięcia Matki Bożej, zaś trzy lata później – cerkiew Włodzimierskiej Ikony Matki Bożej.
W 1764, podczas sekularyzacji majątków klasztornych zarządzonej przez Katarzynę II, monaster stracił wszystkie swoje dobra i miał być zlikwidowany. Ostatecznie nie został zamknięty, lecz nie zaliczono go w poczet klasztorów etatowych, otrzymujących regularne wsparcie państwowe. W 1769 w monasterze pozostał tylko jeden mnich. W końcu XVIII w. ich liczba zaczęła jednak stopniowo rosnąć. Monaster ponownie posiadał majątek ziemski, uprawiany przez 327 chłopów pochodzenia ukraińskiego. Mimo to w 1786 klasztor został zlikwidowany, a ostatnich mnichów skierowano do monasteru w Korotojaku. Monasterskie cerkwie były nadal czynne.
W 1828 monaster w Diwnogorju ponownie został otwarty, a klasztor w Korotojaku został jego placówką filialną. W XIX w., do 1860, we wspólnocie klasztornej doszło do sporów wewnętrznych, mnisi byli również skonfliktowani z miejscową ludnością, która chciała, by cerkiew Włodzimierskiej Ikony Matki Bożej była jak dotąd świątynią parafialną. Od 1831 monaster był ośrodkiem kultu ikony maryjnej, która według cerkiewnej tradycji została odnaleziona w pobliskim uroczysku Bolszyje Diwy. Kompleks monasterski został znacząco rozbudowany. 
Monaster funkcjonował do 1924, gdy został zlikwidowany i zaadaptowany początkowo na dom wypoczynkowy, a następnie na sanatorium. W 1988 w kompleksie klasztornym urządzono muzeum. Ostatecznie zrujnowany kompleks monasterski został zwrócony w 1997 Rosyjskiemu Kościołowi Prawosławnemu.
Monaster jest ośrodkiem kultu Sycylijskiej Ikony Matki Bożej.